# Corno Stella
Corno Stella – szczyt w Alpach Nadmorskich, części Alp Zachodnich. Leży w północnych Włoszech w regionie Piemont, blisko granicy z Francją. Szczyt można zdobyć ze schronisk: Rifugio Bozano (2453 m) lub Bivacco Varrone (2090 m). Szczyt prezentuje się imponująco szczególnie z północnej i południowej strony gdzie opada stromymi ścianami o wysokości odpowiednio 500 m i 600 m.
Pierwszego wejścia dokonali V. de Cessole, J. Plent i A. Ghigo 12 sierpnia 1903 r.

## Drogi wejściowe
Drogi południe/wschód
| Droga             | Pierwsze wejście                | Data             | Zimowe wejście                            | Data             |
| ----------------- | ------------------------------- | ---------------- | ----------------------------------------- | ---------------- |
| De Cessole        | V. De Cessole, J.Plent, A.Ghigo | 22 sierpnia 1903 | M.Campia, N.Gandolfo, R.Nervo, A.Quaranta | 10 stycznia 1937 |
| Spigolo Inférieur | G.Ellena, L.Giugliano           | 21 sierpnia 1927 | P.L. Revelli, F.Sorzana                   | 20 stycznia 1966 |
| Campia            | M.Campia, G.Ellena, R.Nervo     | 15 lipca 1945    | D.Ughetto, F.Ruggieri                     | 20 lutego 1961   |
| Dufranc           | M.Dufranc, F.Cravoisier         | 15 sierpnia 1968 | Patrick Berhault                          | 8 lutego 1980    |
| Ruggeri-Ughetto   | D.Ughetto, F.Ruggieri           | 26 lipca 1960    | Patrick Berhault                          | 9 lutego 1980    |
| Spigolo Superieur | G.Ellena, E.Soria               | 17 sierpnia 1930 | D.Ughetto, F.Ruggieri                     | 19 lutego 1962   |

Drogi północ/zachód
| Droga                 | Pierwsze wejście             | Data                  | Zimowe wejście             | Data                  |
| --------------------- | ---------------------------- | --------------------- | -------------------------- | --------------------- |
| Diedre Rouge          | D.Ughetto, F.Ruggieri        | 11-12-13 czerwca 1962 | J.Gougnand, G.Grisolle     | 23-24-25 grudnia 1971 |
| Voie dell'Aspirazione | M.Morgantini, V.Ravaschietto | lipiec 1978           | R.Piombo, M.Schenone       | 27 grudnia 1988       |
| Voie Siccardi         | G.Carbone, G.Salesi          | 20 czerwca 1976       |                            |                       |
| Rabbi                 | M.Maccagno, C.Rabbi          | 24 lipca 1954         | D.Ughetto, F.Ruggieri      | 12-13 lutego 1962     |
| Ellena                | G.Ellena, E.Soria            | 21 sierpnia 1932      | Tarcisio e Tommaso Martini | 20 stycznia 1974      |